# Cristina Chiabotto

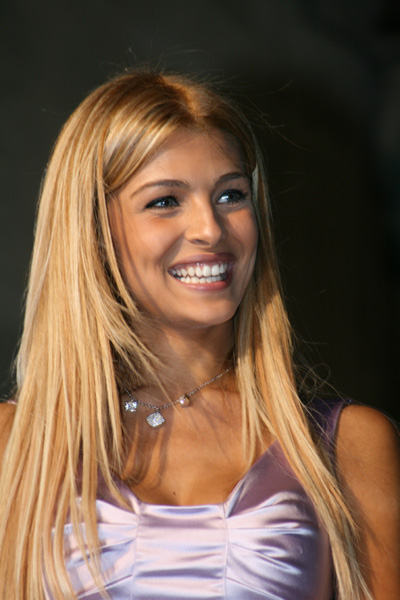
Cristina Chiabotto (2007)

Cristina Chiabotto (* 15. September 1986 in Moncalieri) ist eine italienische Fernsehmoderatorin und ehemaliges Model. Sie gewann 2004 die Wahl zur Miss Italien.

## Leben und Werk
Cristina Chiabotto wuchs in Borgaro Torinese auf, wo sie die Oberschule „Maria Ausiliatrice“ in Valdocco besuchte. Nach ihrer Wahl zur Miss Italien spielte sie im November des gleichen Jahres die Rolle der Fee während des Zecchino d’Oro, einem internationalen Kinder-Songfestival. 
Weiterhin trat sie in einer Reihe von Anzeigen mit dem ehemaligen Fußballer Alessandro Del Piero und vielen anderen Fernseh- und Printwerbespots auf. Im Jahr 2005 war sie Berichterstatterin beim Sanremo-Festival 2005 unter der Leitung von Paolo Bonolis sowie beim Finale der Lotteria Italia, als Teil der Sendung Affari tuoi. Sie präsentierte auch Programme zum Muttertag und Frühling, wobei sie vom Piccolo Coro dell’Antoniano begleitet wurde.
Zwischen 2005 und 2006 nahm sie an der zweiten Ausgabe von Ballando con le stelle teil, der italienischen Version von Dancing with the Stars. Zusammen mit Raimondo Todaro gewann sie mit 58 % der Stimmen und sie gewann auch das Turnier der Champions der verschiedenen Editionen. 2006 war sie Gastgeberin von Le Iene, einem Unterhaltungsprogramm, das aus Berichten und Filmen besteht, und der Festivalbar auf Italia 1, zusammen mit Ilary Blasi und Mago Forest.
Darüber hinaus moderierte sie am 24. und 31. Dezember die dreißigste Ausgabe des Circo di Montecarlo, das wie immer von der monegassischen Familie Grimaldi veranstaltet wurde. 2007 leitete sie auf Canale 5 die Sendung Scherzi a parte, zusammen mit Claudio Amendola und Valeria Marini sowie unter Beteiligung von Katia & Valeria und Alfonso Signorini und die Wind Music Awards mit Giancarlo Giannini und Ambra Angiolini.